# Kala (sanskrit)
Pour les articles homonymes, voir Kala.
Kala est un terme sanskrit (IAST: kāla ; devanāgarī : काल) qui désigne le temps dans certaines écoles de la philosophie indienne.

## Dans le jaïnisme
Le Kala (IAST kāla) dans le jaïnisme est le temps absolu, temps qui est la condition essentielle au mouvement, à la durée au changement d'après Umasvati et le Tattvartha Sutra. Le kala fait partie des dravyas c'est-à-dire des substances qui habitent la cosmographie jaïne, et ce en tant que non matériel et non-sensitif. Le terme samaya est utilisé pour qualifier le temps apparent.

## Dans le vaiśeṣika
Kāla désigne le Temps dans la philosophie du vaiśeṣika. C'est l'une des neuf substances ou dravya qui sont : la Terre, les Eaux, le Feu, le Vent, l'Éther, le Temps, l'Espace, l'Âme et l'Esprit.